# ASL Garaiya
L'ASL Garaiya est une voiture de sport du constructeur automobile japonais ASL. Elle participe au championnat japonais JGTC à partir de 2003. Elle est basée sur la Tommy kaira ZZ.
Elle utilise un moteur SR20VE de Nissan Primera de 2 litres de cylindrée développant environ 180 ch.

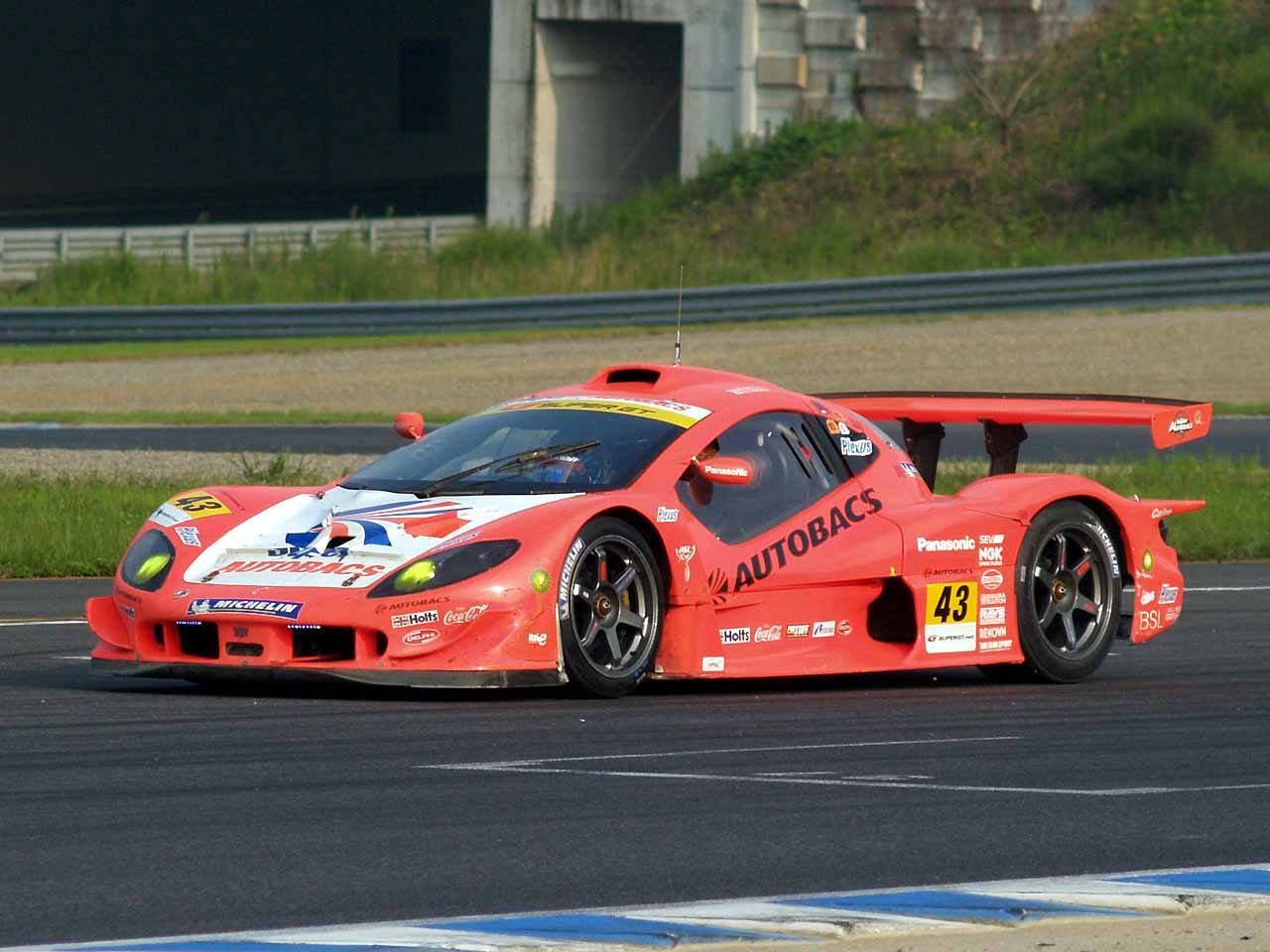
ASL Garaiya ARTA.